# Freakbeat
El freakbeat es un género de música rock cuyo auge tuvo lugar a mediados de los años 1960. El término fue acuñado durante la década de 1980 por el periodista musical Phil Smee, con el objetivo de describir un estilo de rock considerado el "eslabón perdido" entre la música R&B de la escena mod de mediados de los 60 y el rock psicodélico.  
El freakbeat solía fundamentarse en la típica instrumentación de rock con guitarras, bajo, batería y voces junto con efectos de estudio. Elementos del freakbeat incluian una batería fuerte, guitarra distorsionada con fuzztone, flanger y el resto del audio o las voces con phaser y compresión. Algunas bandas de garage rock de la época podrían ser consideradas exponentes de este estilo. Entre lo más representativo del género se podrían destacar los primeros álbumes de The Who, The Kinks que influenciaron a grupos como The Creation, The Move, Dave Dee, Dozy, Beaky, Mick & Tich, The Sorrows o los españoles Los Grimm.